# From Beale Street to Oblivion
Albums de Clutch
Robot Hive/Exodus
(2005) Strange Cousins from the West
(2009)
From Beale Street to Oblivion est le huitième album studio du groupe américain de stoner rock Clutch, publié le 27 mars 2007 sur le label DRT Entertainment. Il est réédité le 20 juillet 2010 avec un deuxième disque bonus de chansons live, puis ressorti en édition limitée à 1 000 exemplaires sur un vinyle violet pour le Record Store Day 2015.

## Liste des chansons
Toutes les chansons sont écrites et composées par Clutch sauf si annotation.
| 1.  | You Can't Stop Progress   |                                                   | 2:40 |
| 2.  | Power Player              |                                                   | 3:06 |
| 3.  | The Devil & Me            |                                                   | 3:57 |
| 4.  | White's Ferry             |                                                   | 5:24 |
| 5.  | Child of the City         |                                                   | 3:53 |
| 6.  | Electric Worry            | partiellement écrit par Mississippi Fred McDowell | 5:14 |
| 7.  | One Eye Dollar            |                                                   | 1:23 |
| 8.  | Rapture of Riddley Walker |                                                   | 4:09 |
| 9.  | When Vegans Attack        |                                                   | 4:56 |
| 10. | Opossum Minister          |                                                   | 4:28 |
| 11. | Black Umbrella            |                                                   | 4:05 |
| 12. | Mr. Shiny Cadillackness   |                                                   | 5:11 |

| 1. | Politician              | Pete Brown                                        | 4:25 |
| 2. | Electric Worry          | partiellement écrit par Mississippi Fred McDowell | 5:16 |
| 3. | One Eye Dollar          |                                                   | 1:22 |
| 4. | Mr. Shiny Cadillackness |                                                   | 5:05 |
| 5. | Cypress Grove           |                                                   | 4:27 |
| 6. | The Devil & Me          |                                                   | 3:47 |
| 7. | Child of the City       |                                                   | 3:32 |
| 8. | You Gonna Wreck my Life | Chester Burnett                                   | 5:20 |
| 9. | White's Ferry           |                                                   | 5:42 |